# Imperativul ipotetic
Imperativul ipotetic este un concept introdus în filozofie de către Immanuel Kant și care exprimă o lege pe care rațiunea însăși și-o dă. Kant distinge două tipuri de imperative ipotetice: imperative ale abilității și preceptul prudenței. Reprezentarea unui principiu obiectiv, întrucât este constrângător pentru voință, se numește o poruncă (a rațiunii), și formula poruncii se numește imperativ. Toate imperativele se exprimă printr-un "trebuie" și indică prin acesta raportul unei legi obiective a rațiunii față de o voința care nu este determinată necesar de această lege. Imperativul categoric exprimă necesitatea practică a unei acțiuni posibile considerată ca mijloc pentru a ajunge la altceva pe care-l vrem.

## Categorii
- În cadrul imperativelor abilității nu se pune problema dacă scopul este rațional și bun, ci numai ce trebuie să facem pentru a-l realiza. De exemplu, medicul care dorește să-și însănătoșească pacientul sau un otrăvitor care vrea să-și ucidă victima[2].
- Imperativul care se referă la alegerea mijloacelor pentru realizarea fericirii proprii, adică perceptul prudenței, este tot ipotetic; acțiunea nu este poruncită în mod absolut, ci numai ca mijloc în vederea altui scop. De exemplu: Dacă înveți, (atunci) ai note bune[3].

## Imperativul categoric
Pe lângă imperativul ipotetic, Kant a dezvoltat și un imperativ categoric (în germană Kategorischer Imperativ) , care, spre deosebire de primul, exprimă o acțiune ca obiectiv necesară în sine, independentă de orice alt scop. De exemplu, porunca „Să nu ucizi” nu depinde de un anumit scop, spre deosebire de exemplul de mai sus, care este legat de dorință. Imperativul categoric denotă ceva absolut, o lege care trebuie respectată necondiționat și este justificată ca scop în sine. Prima formulare a acestuia este: „Acționează numai conform acelei maxime prin care poți vrea totodată ca ea să devină o lege universală”.

## Vezi și
- Imperativul categoric
- Kantianismul
- Eticile kantiene